# John Frank Stevens

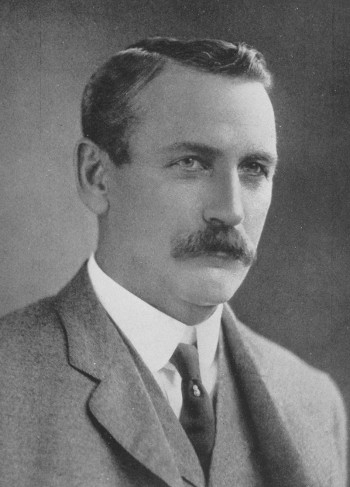
John Frank Stevens (1911)

John Frank Stevens (ur. 25 kwietnia 1853, zm. 2 czerwca 1943) – budowniczy Great Northern Railway (Wielka Kolej Północna), a także szef budowy Kanału Panamskiego.

## Życiorys
John Frank Stevens urodził się w West Gardiner w stanie Maine w rodzinie Johna Stevensa, rolnika i Harriet Leslie French. Edukację zakończył w roku 1873 i wyjechał zachód, do Minneapolis, gdzie został inżynierem kolejnictwa, zajmował się głównie nadzorowaniem budowy kolei. W roku 1878 poślubił Harriet T. O'Brien, z którą miał pięciorga dzieci. Nadzorował i projektował budowę Duluth, South Shore and Atlantic Railway w roku 1886. W roku 1889 został wybrany inżynierem rozmieszczania na budowie Great Nothern Railway, w roku 1895 został kierownikiem inżynierów, a później głównym nadzorcą budowy. W roku 1905 został wyznaczony do budowy Kanału Panamskiego przez prezydenta Theodore Roosevelta. Stevens rozwinął kolej w Panamie, wyznaczony przez niego szef do spraw medycznych wyzbył się plagi komarów, przenoszących żółtą febrę, lecz nie zdołał przekopać się przez dzielące go od Oceanu Spokojnego. W roku 1907 zrezygnował z posady. Pracował jako inżynier jeszcze do roku 1923, w późniejszym czasie był już tylko konsultantem aż do lat 30. Zmarł w Southern Pines w Północnej Kalifornii w roku 1943. 

## Źródła
- People & Events: John Stevens, 1853-1943